# Bryan Douglas
Bryan Douglas (født 27. maj 1934 i Blackburn, England) er en tidligere engelsk fodboldspiller, der tilbragte hele sin aktive karriere, fra 1952 til 1969, som højre wing hos Blackburn Rovers i sin fødeby. Han spillede desuden 36 kampe og scorede elleve mål for Englands landshold, og var med i truppen til både VM i 1958 og VM i 1962.